# Compact Disc Audio
Compact Disc Audio (kurz CDA) ist die unter Microsoft Windows übliche Dateinamenserweiterung für die Darstellung der einzelnen Audiospuren (Tracks) auf Audio-CDs.
Wird an einem Windows-Rechner eine Audio-CD eingelegt und das entsprechende Laufwerk im Dateimanager geöffnet, erscheinen dort durchnummerierte Einträge mit der Dateierweiterung „.cda“ (Track01.cda, Track02.cda …). Diese scheinbaren Dateien enthalten jedoch kein Audiomaterial, was an der kleinen Dateigröße (1 Kilobyte bzw. 44 Byte, je nach Windows-Version) erkennbar ist, außerdem tragen sie alle denselben Zeitstempel (1. Januar 1995, 1:00 Uhr). Tatsächlich sind diese scheinbaren Dateien lediglich Sprungmarken zu den entsprechenden Tracks auf der CD.
Eine Audio-CD besitzt kein Dateisystem und enthält somit auch keine einzelnen Dateien. Sie gibt nur einen einzigen, in Tracks unterteilten, kontinuierlichen Datenstrom aus. Die Darstellung dieser Tracks als virtuelle cda-Dateien ermöglicht es, jeden Track aus dem Dateimanager heraus direkt anzuspringen. Es ist jedoch nicht möglich, diese cda-Dateien zu kopieren und sie später ohne die dazugehörige CD abzuspielen, da die Sprungmarken ohne die dazugehörige CD wertlos sind. Um wirklich Audiomaterial zu kopieren, müssen die einzelnen Tracks der Audio-CD gerippt, also ausgelesen und als Audio-Dateien abgespeichert werden.